# Croix du cimetière du Mesnil-Eudes
La croix du cimetière du Mesnil-Eudes est un monument situé au Mesnil-Eudes, en Normandie.

## Historique
La croix est datée de 1654 et est classée monument historique depuis le 10 octobre 1991.